# Hultsfredsfestivalen 1992
Hultsfredsfestivalen 1992 var en musikfestival som ägde rum i Folkets park, Hultsfred, 7-8 augusti 1992. Biljetterna kostade 480 kr (+ avgift) vid förköp och 550 kr vid entrén. Festivalen var den sjunde Hultsfredsfestivalen och hade detta år 22 000 besökare.
Festivalen hade 1992 sju scener: Hawaii, Sahara, Teaterladan, Stora dans, Argus, Amazonas och Estraden, vilket var två fler än året innan.
Två artister ställde in sin medverkan 1992: The Ramones (USA) och Billy Bragg & The Redstars (Storbritannien).

## Medverkande artister

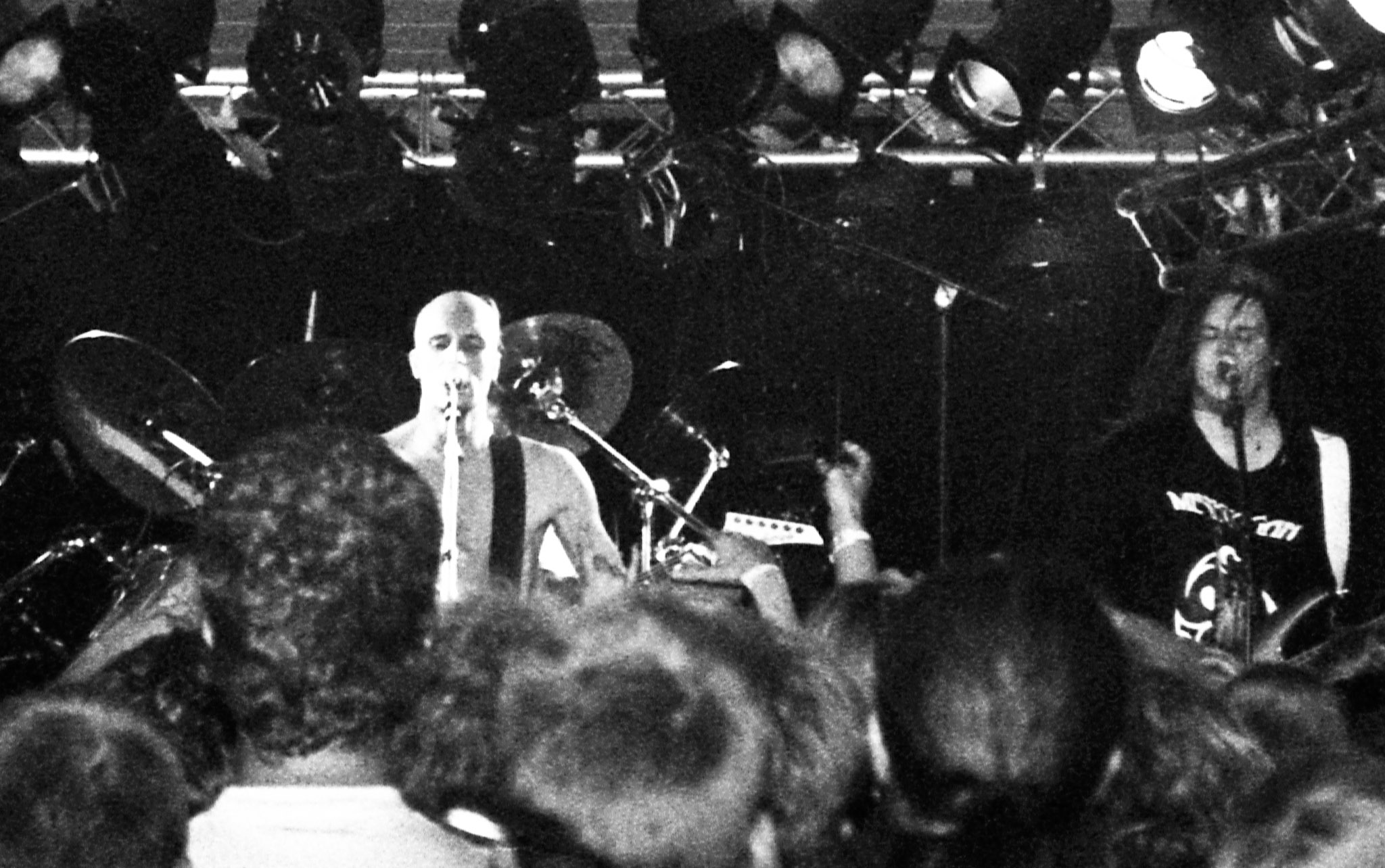
Meshuggah på Hultsfredsfestivalen 1992

Om inget annat anges kommer artisterna från Sverige.

### Hawaiiscenen
- Gary Moore & The Midnight Blues Band (Storbritannien)
- Pretenders (Storbritannien)
- Levellers (Storbritannien)
- Del Amitri (Storbritannien)
- 22 Pisterpirkko (Finland)
- Sator
- Docenterna All Star Popshow
- The Creeps

### Sahara
- Primal Scream (Storbritannien)
- Blur (Storbritannien)
- The House of Love (Storbritannien)
- Young Gods (Schweiz)
- Little Caesar (USA)
- Blue for Two
- Just D
- Stefan Andersson
- Candlemass

### Teaterladan
- The Boo Radleys (Storbritannien)
- The Wedding Present (Storbritannien)
- The Godfathers (Storbritannien)
- Swervedriver (Storbritannien)
- Die Krupps (Tyskland)
- Olle Ljungström
- Popsicle
- Papa Dee
- Stonecake
- Mobile Homes
- Dismember
- Dolkows

### Argus
- Urban Dance Squad (Nederländerna)
- Cracker (USA)
- Youssou N'Dour (Senegal)
- Khaled (Algeriet)
- Outback (Storbritannien)
- Marty Wilson Piper & Steve Kilbey (Australien)
- Rockingbirds (Storbritannien)
- Bruno K. Öijer & Fläskkvartetten
- Dom Dummaste
- Webstrarna
- Henrik Wallgren & Oro
- Jon Rekdal & Children of Our Time
- Ove Haugen & Birdbrains
- Baba Blues
- Ingo & Floyd
- Torpederna
- Wild Rover

### Stora dans
- Eggstone
- Teddybears
- Sonic Surf City
- Mindscape
- Meshuggah
- Elegant Machinery
- The Scents
- Wild Blue Yonder
- Waltari (Finland)
- Her Personal Pain (Danmark)
- Go Go Gorillas (Norge)
- Caraway
- Tornado Babies
- Liza Gives Head

### Amazonas
- Atomic Swing
- Merrymakers
- Patrask
- Magic Broom
- In the Clouds
- Presto Fervant
- High Tech Junkies
- Suffer
- Love & The Singmachine
- Insanity
- Tribe Vibes
- Piece of Clay
- Storsegel

### Estraden
- Kajsa Grytt
- Lemn Sissay (Storbritannien)
- Den blinde argus
- Galago
- Oro
- Karin Bellman
- Garmarna
- Eric Fylkeson
- Petter Larsson
- Jörgen Lind
- Rickard Lindholm
- Ulf Karl Olov Nilsson
- Lina Ekdahl
- Oscar Sjölander
- Fredrik Nyberg
- Malin Helgee
- Ragnar Strömberg
- Per Planhammar
- Kennet Klemets
- Petter Lindgren
- Bob Hansson
- Yeah!
- Honeycave
- För kännedom
- Borås energi
- Einar Heckscher
- Henrik Franzén All Stars
- Roland Vila